# Кемекс

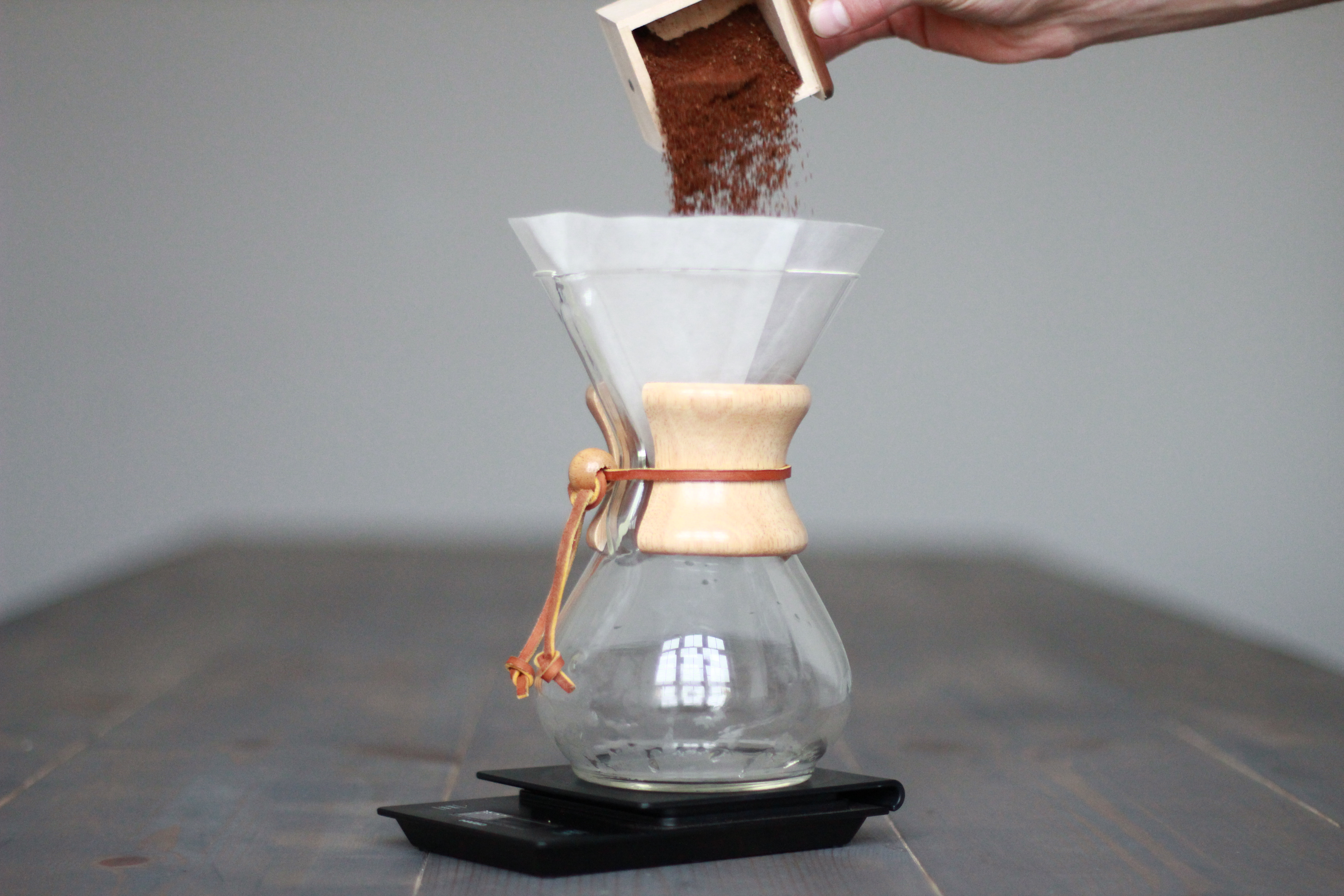
Засыпание молотых зёрен кофе в кемекс

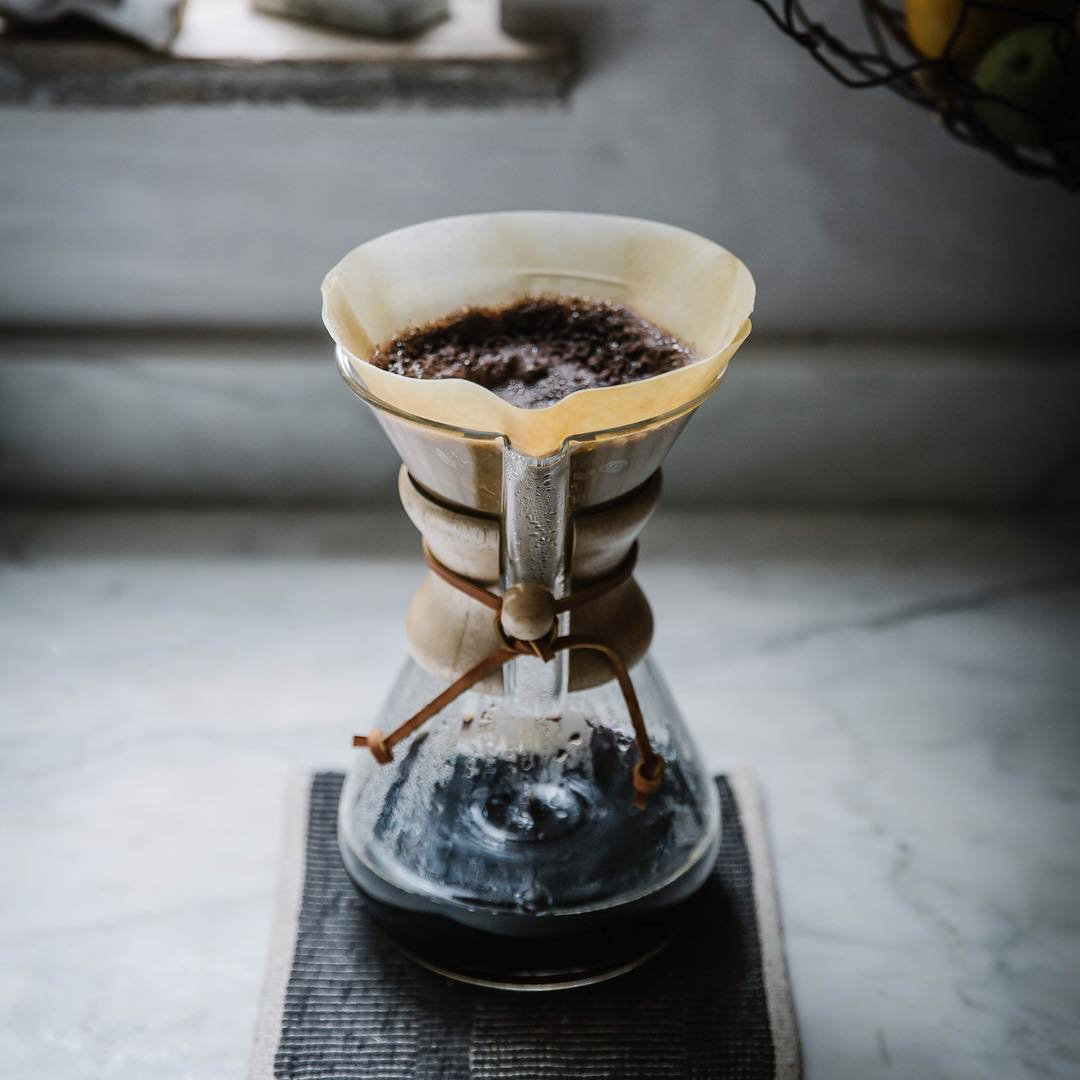
Процесс фильтрации

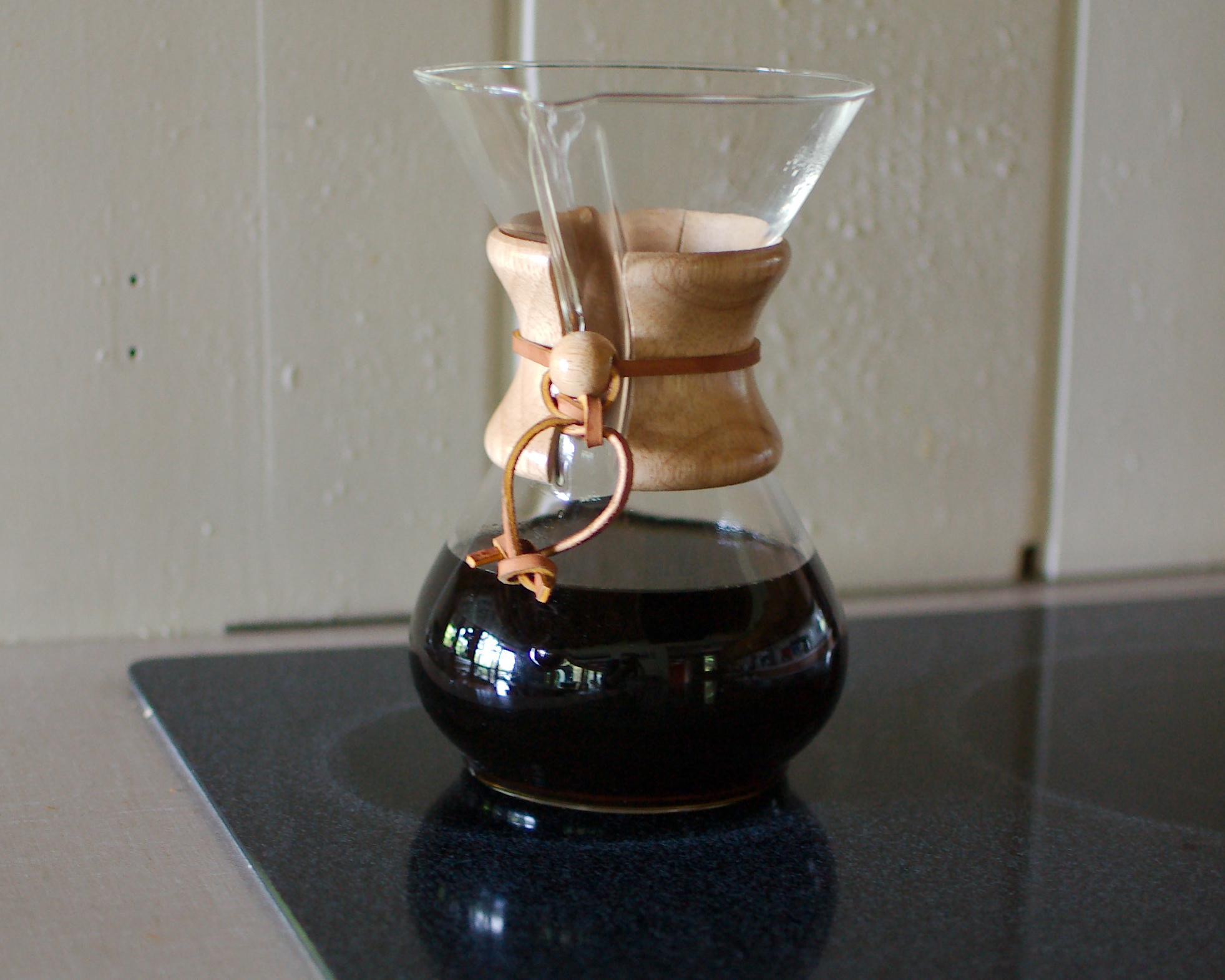
Кемекс с приготовленным напитком

Ке́мекс (англ. Chemex) — приспособление для заваривания фильтр-кофе, состоящее из стеклянного сосуда, по форме напоминающего песочные часы, и бумажного фильтра, а также метод заваривания кофе с использованием этого приспособления.

## История
Кемекс был изобретён в 1941 году американским химиком немецкого происхождения Питером Шлюмбомом (англ. Peter Schlumbohm). Учёный соединил ободом из дерева и кожи стеклянную колбу Эрленмайера и лабораторную стеклянную воронку. Прибор получил популярность в большей части из-за своего дизайна — химическая колба с большой воронкой.
Первый слоган рекламной кампании кемекса гласил: «Заваривайте кофе, как химик». Рекламным лицом кампании стал сам изобретатель, демонстрировавший работу своего изобретения. Помимо этого он установил на передней двери своего кадиллака позолоченный кемекс в качестве талисмана.
Кемекс был признан выдающимся предметом американского дизайна и с 1944 года выставляется в Нью-Йоркском музее современного искусства.

## Описание конструкции
В основе конструкции кемекса лежат соединённые между собой лабораторная колба и воронка, изготовленные из термоустойчивого стекла. Изначально колба и воронка соединялись перемычкой из натуральной кожи, в настоящее время соединительный блок может быть выполнен из пластика. Прибор также имеет длинное углубление с носиком для отвода воздуха и разливания приготовленного напитка. Обычно на самом узком месте у прибора устанавливается деревянная или резиновая насадка для удобства использования и защиты рук от нагретых стеклянных поверхностей кемекса.
Для приготовления кофе в кемексе также необходимы бумажные фильтры.

## Приготовление напитка
Для приготовления напитка используется вода температурой от 88 до 94  °C. Специальный бумажный фильтр устанавливается в предварительно нагретую колбу и смачивается таким образом, чтобы полностью прилип к колбе. После чего остывшая вода сливается из колбы, в фильтр засыпается 30 граммов кофе среднего или крупного помола и заливается вода. Вода в свою очередь также заливается в несколько этапов: для начала проводится предварительное смачивание молотых кофейных зёрен, затем тонкой струёй медленно заливается остальной объём воды и убирается бумажный фильтр. Процедура приготовления кофе занимает порядка 4 минут.
Приготовление кофейного напитка в кемексе позволяет раскрыться кислотным сортам кофе. При этом подчёркивается сладость и сглаживается излишняя горечь напитка. Наиболее подходящим является крупный помол зерна, так как он не даёт фильтру забиться и препятствует переэкстракции.

### Комментарии
1. ↑  На 0,5 литра воды.